# Ankalgi
Ankalgi är en ort i Indien.   Den ligger i distriktet Belgaum och delstaten Karnataka, i den sydvästra delen av landet, 1 400 km söder om huvudstaden New Delhi. Ankalgi ligger 677 meter över havet och antalet invånare är 15 000.
Terrängen runt Ankalgi är platt. Runt Ankalgi är det tätbefolkat, med 369 invånare per kvadratkilometer. Det finns inga andra samhällen i närheten. Trakten runt Ankalgi består till största delen av jordbruksmark.